# 삿포로 맥주
삿포로 맥주 주식회사(일본어: サッポロビール株式会社, Sapporo Breweries Limited)(도쿄: 2501)는 일본 굴지의 맥주 회사이며, 본사는 도쿄도 에비스에 있다.

## 역사
삿포로 맥주는 홋카이도 개발 위원회가 메이지 시대에 일본 홋카이도 삿포로 시에 설립한 기업이다. 독일에서 공부한 맥주 장인(brewmaster) 나카가와 세이베가 첫 삿포로 맥주(라거, Lager)를 카이타쿠시 맥주 양조장에서 생산했다. 1886년 민영화가 되었으며, 그 이후로 삿포로 맥주는 삿포로 맥주 회사에서 가장 중요한 맥주로 자리잡았다.
에비스 맥주를 생산하는 일본 맥주 회사(Japan Beer Brewery Company)가 1887년 도쿄 메구로 미타 지역에 설립되었다. 삿포로 맥주와 일본 맥주는 경쟁 관계에 있었는데, 1906년 일본맥주양조 (에비스 맥주, 미쯔이 물산 계열), 오사카맥주(아사히 맥주) 와 합병하여 다이니폰 맥주 주식회사를 결성한다. 이런 구조로 일본 맥주 시장은 세계 2차 대전 직후까지 이들 회사의 독과점 형태로 이어진다.
1943년 상표가 금지되어 삿포로 맥주 브랜드가 소멸한다.
1949년 과도경제력집중배제법에 의거하여 다이니폰 맥주 주식회사는 니폰 맥주와 아사히 맥주로 분할된다. 하지만 여전히 삿포로 맥주의 브랜드를 사용하지는 못하고 닛폰맥주 상표를 사용한다.
1956년에 홋카이도란 브랜드를 만든다. 1957년에 드디어 삿포로 맥주 상표가 부활한다. 1964년 니폰 맥주는 회사명도 "삿포로 맥주"(Sapporo Breweries)란 현재의 이름으로 바꾼다. 1971년, 삿포로 맥주는 에비스 맥주를 독일식 보리 맥주를 표방하며 다시 출시한다. 삿포로 블랙 라벨 맥주도 1977년 출시한다.
2003년 7월 1일, 삿포로 맥주는 삿포로 홀딩스(Sapporo Holdings, Ltd)로 이름을 바꾸고 순수한 지배 회사로 변화를 시도한다. 그리고 "삿포로 맥주"(Sapporo Breweries Limited)사를 설립해 맥주와 관련된 모든 부분을 운영하게 끔 했다. 삿포로 홀딩스는 "삿포로 맥주"와 "삿포로 음료", 레스토랑 회사 "삿포로 라이온", 부동산 회사 "에비스 가든 플레이스" 사를 지배하는 지배회사로 변모한다.
2006년, 삿포로 맥주는 캐나다 3위의 맥주회사인 슬리만(Sleeman) 사를 400만 달러에 인수한다.

## 주요 제품
- 삿포로 생맥주 흑 라벨 - 회사의 주력 상품.
- 삿포로 생맥주 흑 라벨 동북 홉 100%
- 삿포로 라거
- 에비스 맥주
  - 에비스 맥주 <더 블랙> (구 에비스 <블랙>)
  - 에비스 스타우트 크리미 톱
- 삿포로 겨울 이야기 - 일본 최초의 동계 한정 맥주. 첫 발매는 1988년이다.
- 삿포로 홋카이도 나마 시보리 - 발포주
- 삿포로 CLASSIC - 홋카이도에서만 판매하는 한정제품. 생맥주의 경우, 홋카이도 지방의 대부분의 식당에서는 이 상품으로 판매한다.

### 신제품
- 삿포로 드래프트 원
- 삿포로 보리와 호프
  - 삿포로 보리와 호프 <블랙>
- 삿포로 보리와 동북 홉
- 삿포로 아이스 라거
- 삿포로 금의 오프
- 삿포로 대지의 ZERO
- 삿포로 홉 밭의 향기
- 삿포로 보리 & 레몬
- 삿포로 일본의 아야 PREMIUM 가을 행복

## 같이 보기
- 매일유업 → 삿포로, 에비스 맥주 한국총판 엠즈베버리즈